# Torsten Carleman
Torsten Carleman (Osby, 8 luglio 1892 – Stoccolma, 11 gennaio 1949) è stato un matematico svedese, conosciuto per i suoi risultati in analisi matematica.
È stato il direttore del Institut Mittag-Leffler per due decenni.